# Cars: Race-O-Rama
 (avril 2020).
Si vous disposez d'ouvrages ou d'articles de référence ou si vous connaissez des sites web de qualité traitant du thème abordé ici, merci de compléter l'article en donnant les références utiles à sa vérifiabilité et en les liant à la section « Notes et références ».
Cars: Race-o-Rama est un jeu vidéo de course sorti sur PlayStation Portable en 2009. Il sortira aussi sur Wii, Nintendo DS, Xbox 360, PlayStation 2 et PlayStation 3.
Il a été édité par THQ. Les versions sur consoles portables ont été développées par Tantalus Media et les versions sur consoles de salon ont été développées par Incinerator Studios. 

## Système de jeu

### Mode aventure
Au volant de Flash McQueen, la voiture héroïne du film, le joueur doit gagner des courses afin d'évoluer dans le jeu. Dans les versions sur consoles portables, le jeu ne permet pas aux joueurs de se promener librement dans la ville de Radiator Springs contrairement aux versions sur consoles de salon.
En plus des courses à remporter, il faut récupérer six clefs anglaises et un appareil photo sur chaque circuit afin de débloquer d'autres courses, d'autres voitures (jouables uniquement en multijoueur ou en course unique), des accessoires pour Flash McQueen et d'autres couleurs pour les voitures.

### Mode course unique
Une fois la piste débloquée, on peut courir dessus en choisissant parmi 15 véhicules (dont la plupart sont bloqués en début de jeu). Ce sont des véhicules issus du dessin animé, avec la possibilité de modifier la couleur de la carrosserie.

### Mode multijoueur
Ce mode offre la possibilité à quatre joueurs de participer à des courses (les circuits et les véhicules se débloquant dans le mode aventure).